# Check List Luanda Pop
Check List Luanda Pop è una mostra d'arte contemporanea, a cura di Fernando Alvim e Simon Njami, che ha presentato, a seguito di un concorso indetto dal direttore Robert Storr, l'arte contemporanea africana all'interno della 52ª Esposizione Internazionale d'Arte di Venezia nel 2007 (10/06-21/11/2007).
La mostra è stata definita dalla stampa il Padiglione africano della Biennale di Venezia e ha presentato opere in larga parte provenienti dalla Fondazione Sindika Dokolo.

## L'Africa a Venezia
Con il progetto Check List Luanda Pop nel 2007, un Padiglione Africano fa nuovamente la sua comparsa nella storia della Biennale di arti visive di Venezia. Sebbene la comunicazione ufficiale della mostra abbia salutato l'evento come il primo ingresso dell'arte africana nella lista dei padiglioni, la prima volta dell'Africa nella cornice dell'Esposizione Internazionale d'Arte risale al 1922, quando grazie anche alle scelte audaci del segretario generale Vittorio Pica, viene introdotta una mostra di scultura di artisti africani.
La vera novità di questa partecipazione è stata rappresentata piuttosto dalla modalità con cui il Padiglione Africano è stato costituito. Robert Storr, il curatore designato per la 52ª edizione della Biennale, ha infatti previsto un concorso per selezionare il progetto di arte africana che avrebbe potuto fregiarsi del titolo vero e proprio di Padiglione Africano, da inserire, all'interno del percorso espositivo della mostra internazionale, nelle Corderie dell'Arsenale. L'obiettivo di Storr, e del panel appositamente costituito – composto dagli esperti Meskerem Assegued, Ekow Eshun, Lyle Ashton Harris, Kellie Jones e Bisi Silva –, con la scelta del progetto di Alvim e Njami legato alla Collezione Sinidika Dokolo, è stato quello di proporre "una informata e specifica prospettiva sul contemporaneo nel continente africano e nella diaspora africana", attraverso un progetto ed una collezione ritenuti "un importante segnale di impegno a sostegno dell'arte in tutto il continente africano".
Ma nonostante la democraticità del metodo scelto, una forte criticità è stata sollevata subito verso questa dinamica operativa: o meglio, nei confronti della non presa in considerazione del già operante Forum for African Arts, un organo dedicato alla rappresentatività del continente africano nei grandi eventi espositivi internazionali, nato nel 2000 all'interno della Biennale di Dakar, a seguito di un incontro di Salah Hassan, Okwui Enwezor e Olu Oguibe con Harald Szeemann. Da quel momento le rappresentanze africane riconosciute nel corpus della Biennale di Venezia, seppure esterne al meccanismo dei padiglioni, furono due: una del 2001 (nella Biennale curata proprio da Szeemann) e l'altra nel 2003; entrambe organizzate dal Forum presieduto da Hassan, Enwezor e Oguibe. Per quello che avrebbe dovuto essere il terzo episodio del Forum, si era parlato di PostAfricanism, un progetto di Chika Okeke-Agulu (artista, critico e curatore indipendente), che venne però accantonato, per problemi di salute dell'autore, poco prima dell'uscita del bando ufficiale nell'agosto 2006. 
La mossa di Storr venne subito contestata a mezzo lettera, in forma privata, da Enwezor e Hassan; di ciò si ha notizia poiché il terzo membro del Forum, Oguibe, produsse a sua volta una lettera, pubblicata nel forum dell'Africa South Art Initiative, in aperto contrasto con i colleghi, dove commentava positivamente la direzione intrapresa da Storr, verso un'apertura alla scena africana contemporanea da parte della platea internazionale di Venezia.

## Struttura dell'esposizione

### Artisti partecipanti all'esposizione
- Ghada Amer, Egitto
- Oladélé Bamgboyé, Nigeria
- Miquel Barceló, Spagna
- Jean Michel Basquiat, Stati Uniti d'America
- Mario Benjamin, Haiti
- Bili Bidjocka, Camerun
- Zoulikha Bouabdellah, Algeria
- Loulou Cherinet, Etiopia
- Marlene Dumas, Sudafrica
- Mounir Fatmi, Marocco
- Kendell Geers, Sudafrica
- Ihosvanny, Angola
- Alfredo Jaar, Cile
- Paulo Kapela, Angola
- Amal Kenawy, Egitto
- Kiluanji Kia Henda, Angola
- Paul D. Miller Aka DJ Spooky, Stati Uniti d'America
- Santu Mofokeng, Sudafrica
- Nastio Mosquito, Angola
- Ndilo Mutima, Angola
- Ingrid Mwangi, Kenya
- Chris Ofili, Regno Unito/Nigeria
- Olu Oguibe, Nigeria
- Tracey Rose, Sudafrica
- Ruth Sacks, Sudafrica
- Yinka Shonibare, MBE, Regno Unito/Nigeria
- Minnette Vári, Sudafrica
- Viteix, Angola
- Andy Warhol, Stati Uniti d'America
- Yonamine, Angola

### Team principale del padiglione africano
- Sindika Dokolo, produttore
- Fernando Alvim, produttore esecutivo
- Simon NJami, consulente culturale
- Marita Silva, architetto